# Derlis Maidana
Derlis Hernán Maidana Zarza (San Juan Bautista, 11 de agosto de 1975) es un abogado, diplomático[cita requerida] y político paraguayo. Desde 2023 es senador nacional, por el Partido Colorado.
Anteriormente fue gobernador de Misiones de 2013 a 2018 y diputado nacional por dicho departamento de 2018 a 2023.

## Biografía

### Vida personal y familia
Nació el 11 de agosto de 1975 en San Juan Bautista, capital del departamento de Misiones. Está casado con Soledad Figueredo Ferrari, con quien tiene tres hijos: Cindy, Derlis y Yanina.
Durante doce años Maidana mantuvo una relación de pareja con la abogada Marilia Portillo, con quien tiene un hijo llamado Fabrizio.
En 2022 fue denunciado por Portillo, quien lo acusó de acoso y violencia familiar. Maidana la habría acosado luego de que ella sugiriera que este aumente la asistencia mensual, debido a que Fabrizio se encontraría enfermo. Portillo retiró la denuncia luego de que ella y Maidana llegaron a un acuerdo.

### Educación
Se graduó como abogado en la Universidad Nacional de Asunción. Durante su trayectoria por la UNA se involucró en la política estudiantil, desempeñándose como presidente del Centro de Estudiantes de la Facultad de Derecho y Ciencias Sociales en 1999.
Posteriormente obtuvo un máster en Gobierno y Gerencia Pública de la Universidad Americana.

## Trayectoria política
Desde su juventud se involucró en el Partido Colorado, siendo miembro del Comité Central de la Juventud Colorada en 2002. Continuó su carrera dentro del partido como presidente de la seccional colorada de Santa María de 2006 a 2015.
Trabajó en la presidencia de Nicanor Duarte Frutos, fungiendo como director de audiencias de este.

### Gobernador de Misiones (2013-2018)
Emergió como figura política en las elecciones generales de 2013, donde fue electo gobernador del departamento de Misiones. Representando al movimiento Honor Colorado ganó la candidatura de su partido en las elecciones internas de 2012, imponiéndose luego en las generales ante el candidato liberal Rubén Jacquet. Maidana tomó posesión como gobernador el 15 de agosto de 2013.
Su gobierno se embarcó en un proyecto para proveer a los alumnos de la Educación Escolar Básica de Misiones con un almuerzo escolar. El programa benefició a 7.500 alumnos de 106 escuelas.
A finales de 2014 la prensa reportó que personas cercanas a Maidana y al Partido Colorado se beneficiaron del programa de almuerzo escolar, siendo contratados como proveedores, supuestamente con tratamiento preferencial. También se reportó que la gobernación no compraba los alimentos de productores locales, lo que sería una violación del decreto ley N° 1056. Posteriormente se reportó que los números proporcionados por la gobernación sobre los gastos relacionados al almuerzo escolar no coincidían, lo que llevó a más acusaciones de corrupción. Maidana luego negó las irregularidades, proveyendo datos distintos.
En 2017 lanzó su candidatura a la Cámara de Diputados para las elecciones generales de 2018. Fue criticado por seguir ejerciendo la gubernatura al mismo tiempo que se candidataba, llegando incluso a hacer campaña política en obras de la Entidad Binacional Yacyretá. El 2 de enero de 2018 presentó su renuncia a la gobernación, que entró en efecto unos días después. Fue sucedido por el colorado Mario Hugo Maidana, quien ejerció la gubernatura de forma interina hasta el 15 agosto.

### Diputado Nacional (2018-2023)
En las elecciones generales de 2018 fue electo diputado nacional por Misiones. Durante su paso por la Cámara Baja presidió sobre la Comisión de Asuntos Constitucionales.
Maidana apoyó la candidatura de Santiago Peña a la presidencia de la república, tanto en las elecciones internas como en las generales. También acusó al gobierno de Estados Unidos de intromisión cuando este declaró a Horacio Cartes como significativamente corrupto.

### Senador Nacional (2023-)
En las elecciones generales de 2023, Maidana fue electo senador y asumió oficialmente este cargo el 30 de junio de dicho año. El 31 de octubre de 2023 juró como representante del Senado ante el Jurado de Enjuiciamiento de Magistrados, en reemplazo de Hernán Rivas.